# (16809) Galápagos
(16809) Galápagos – planetoida z pasa głównego asteroid okrążająca Słońce w ciągu 4 lat i 111 dni w średniej odległości 2,65 j.a. Została odkryta 21 października 1997 roku w Starkenburg-Sternwarte w Heppenheim. Nazwa planetoidy pochodzi od wysp Galapagos. Przed jej nadaniem planetoida nosiła oznaczenie tymczasowe (16809) 1997 US.